# Placostroma sporoboli
Placostroma sporoboli är en svampart som först beskrevs av George Francis Atkinson, och fick sitt nu gällande namn av R. Sprague 1950. Placostroma sporoboli ingår i släktet Placostroma och familjen Phyllachoraceae.   Inga underarter finns listade i Catalogue of Life.